# Speltheorie
De speltheorie  is een tak van de wiskunde waarin het nemen van beslissingen centraal staat. De speltheorie is ontstaan uit de analyse van beslissingen die worden genomen bij het spelen van bordspellen, maar niet beperkt tot het spel in de zin van een vrijetijdsbesteding. Met toepassingen in de economie, sociologie, bestuurskunde en biologie is het een zich snel ontwikkelend onderdeel van de wetenschap. De speltheorie biedt een raamwerk waarbinnen strategische interactie tussen 'spelers' bestudeerd wordt. Met behulp van modellen wordt geprobeerd de onderliggende interactie van 'spelers' die beslissingen nemen te begrijpen. 
Een voorbeeld waarin de speltheorie toepassing kan vinden, is het driedeurenprobleem.
Speltheoretisch onderzoek is inmiddels meerdere malen beloond met de Prijs van de Zweedse Rijksbank voor economie. Beperkingen van de theorie zijn de beperkte rationaliteit van mensen, onzekerheid en onbepaaldheid van kennis en inconsistentie die soms optreedt.

## Basisaanname
Een basisaanname van de speltheorie is dat mensen rationeel handelen. Dit wil zeggen dat de deelnemers aan het spel het gekozen alternatief op zijn minst gelijk (volgens zijn/haar voorkeuren) beschouwen aan de overige alternatieven. Dit wil niet zeggen dat de deelnemers 'egoïstisch' handelen. Deelnemers kunnen het welzijn van anderen de voorkeur geven boven het eigen welzijn.
Dit sluit aan op de inzichten die er zijn vanuit de neurologie en de psychologie over de wijze waarop binnen het brein beslissingen worden genomen. Bekend is dat de hippocampus binnen het brein recente ervaringen steeds opnieuw afspeelt. Dit heeft invloed op het gedeelte van de hersenen dat wordt geduid als "the decision maker". Bij nadering van een rood stoplicht zal "the decision maker" als een razende een kansberekening maken van de vele speltheoretische opties die er zijn met betrekking tot het menselijk handelen in respons op het rode stoplicht, waarna veelal het gevolg op basis van de eerdere ervaringen zal zijn dat de beste oplossing is dat er wordt gestopt, maar dat hoeft niet.
Speltheorie is de mathematische rationalisatie van een proces dat zich bij ieder mens afspeelt op ieder moment dat we een beslissing nemen. Het geeft hierdoor zicht op de rationele afwegingen die worden gemaakt voor het menselijk handelen. Afwegingen die worden gemaakt op basis van een beperkt aantal opties in een gegeven situatie en kansberekeningen die we hierop laten plaatsvinden.
Met behulp van de bovengenoemde aspecten kunnen de 'spellen' in verschillende categorieën worden verdeeld en zo kan speltheoretisch de optimale uitkomst van een spel worden gevonden. De uitkomst van zo'n spel kan een belangrijk inzicht geven in het nemen van beslissingen door mensen in bijvoorbeeld het zakenleven, de handel, in oorlogstijd, en niet te vergeten tijdens gezelschaps- en bordspellen.

## Typen spellen
Binnen de speltheorie is een 'spel' een (model van) interactie tussen spelers die individueel beslissingen nemen. De spelers ontvangen een beloning (pay-off) die afhangt van hun eigen beslissingen maar ook van die van de anderen. De volgende typen kunnen worden onderscheiden.

### Coöperatieve spellen en niet-coöperatieve spellen
Het verschil tussen deze twee typen spellen is dat bij coöperatieve spellen (cooperative game theory) bindende afspraken tussen de spelers gemaakt kunnen worden, terwijl dit niet mogelijk is bij de niet-coöperatieve spellen (non-cooperative game theory). 
Deze hoofdindeling kan vervolgens worden uitgesplitst in weer twee delen.
- De coöperatieve spellen kennen:

1. het individuele coöperatieve spel
2. het meerpersoons coöperatieve spel

- De niet-coöperatieve spellen kennen:

1. het 'nulsomspel' (De opbrengst is een vaste hoeveelheid en wat de ene speler erbij krijgt gaat ten koste van de andere speler(s))
2. spellen zonder een constante som.

Binnen de speltheorie wordt het meeste onderzoek gedaan naar de niet-coöperatieve spellen.

### Spellen met complete en incomplete informatie
Een andere belangrijke verdeling die gemaakt moet worden is die tussen spellen met complete en incomplete informatie. Bij complete informatie kennen alle spelers de voorkeuren (en beloningen) van de spelers, terwijl dit bij incomplete informatie niet het geval is. Daarnaast dienen de spelers rekening te houden met de kennis die zij hebben over de situatie en de kennis die de andere spelers hebben; men redeneert hierbij over de dingen die individuele spelers weten, over dingen die iedereen weet of over kennis die de spelers gemeenschappelijk hebben.
Voorbeelden van bordspellen waar het element van incomplete informatie naar voren komt zijn:
1. voor het individuele coöperatieve spel: Patience
2. voor het meerpersoons coöperatieve spel: Pandemie, The Lord of the Rings
3. voor het nulsomspel: Stratego
4. voor het meerpersoons niet-coöperatieve spel:  Colditz, Scotland Yard en Shadows over Camelot, de gewone kaartspellen.

### Symmetrische en niet-symmetrische spellen
In een symmetrisch spel is de beloning van de speler enkel afhankelijk van zijn strategie ten opzichte van de strategieën van de medespeler(s) en niet van zijn rol of positie in het spel. De meeste bordspellen zijn symmetrisch.
In niet-symmetrische spellen is de rol of positie van de speler bepalend voor zijn strategie. De aard van het niet-symmetrische spel maakt dat het enkel voorkomt als een niet-coöperatief spel. Bij een nulsomspel van dit type wordt ook wel gesproken van een meerderheids-/minderheidsspel.
Voorbeelden van bordspellen waar het niet-symmetrische element naar voren komt zijn:
1. voor het nulsomspel: Hnefatafl
2. voor het meerpensoons niet-coöperatieve spel: Puerto Rico, Agricola

### Sequentiële en simultane spellen
Bij sequentiële spellen zijn de spelers zich (deels) bewust van de acties van de andere spelers bij hun beslissing. De meeste bordspellen zijn sequentieel.
Simultane spellen zijn spellen waarbij de spelers tegelijkertijd bewegen of geen weet hebben van de acties van de andere spelers.
Voorbeelden van bordspellen waar het simultane element naar voren komt zijn:
1. voor het meerpensoons niet-coöperatieve spel: Diplomacy, (Advanced) Civilization

### Hybride spellen
Hybride spellen zijn spellen die elementen uit afzonderlijke typen spellen combineren.
Opmerkelijk is dat je bij het meerpersoons niet-coöperatieve spel met incomplete informatie vaak ook een verschuiving van de grenzen van speltypen ziet. Het spel kent bijvoorbeeld afwisselend coöperatieve elementen en niet-coöperatieve elementen. Zo werken in het bordspel Scotland Yard meerdere detectives coöperatief samen (coöperatief spel), tegen Mr. X (niet-coöperatief spel).
De vervaging van de grens tussen coöperatief spel en niet-coöperatief spel gaat helemaal spelen bij de simulaties of rollenspellen, waarbij coöperatieve en niet-coöperatieve elementen elkaar voortdurend afwisselen, vrijwel overeenkomstig de werkelijkheid. Iedere beslissingssituatie wordt dan een apart speltheoretisch spel.

### Metaspel
Een metaspel is een spel waarin de ontwikkelingen in een spel bepalend zijn voor de ontwikkelingen van de regels, het doel of het onderwerp in een ander spel.
Een voorbeeld van een Metaspel als bordspel is Project Gipf (in project-modus).

## Geschiedenis
De speltheorie werd tijdens de Tweede Wereldoorlog ontwikkeld door Oskar Morgenstern en John von Neumann. Zij schreven er een boek over, getiteld Theory of Games and Economic Behaviour (De speltheorie en economisch gedrag) (1944).
De wiskundige John Forbes Nash, die zich interesseerde voor het door Von Neumann opengelaten 'onderhandelingsprobleem', schreef in 1950 zijn dissertatie Non-cooperative games, waarin hij het 'equilibrium problem' (onderhandelingsevenwicht) uitwerkte, later het 'Nash-evenwicht' genoemd. Voor dit werk ontving hij, samen met John Harsanyi en Reinhard Selten, de Prijs van de Zweedse Rijksbank voor economie van 1994.
Robert Axelrod wilde in 1979 middels een wedstrijd uitvinden welke strategie het beste werkte bij herhaalde gevangenendilemma’s. Anatol Rapoport heeft voor deze wedstrijd het systeem 'tit for tat' ontwikkeld. Op grond van dit systeem vond hij een schijnbaar optimum voor het gevangenendilemma door steeds coöperatief te handelen, behalve als de ander niet-coöperatief handelde. Dit systeem gold jarenlang als de beste oplossing tot het in 1993 werd vervangen door de theorie van Martin Nowak en Karl Sigmund. Deze gaat ervan uit dat men dezelfde strategie moet volgen als in de vorige zet wanneer die tot een gunstig resultaat leidde en moet wisselen van strategie wanneer dit niet het geval was.